# 高葆玲
高葆玲（英語：Pauline Kao），现任美国驻广州总领事馆总领事，于2024年7月31日就职。前美国驻杜塞尔多夫总领事馆总领事。她作为“富布赖特项目”学者就读于柏林洪堡大學获得了法律硕士学位，并在华盛顿大学获得了法律博士与文学学士学位。她精通英语、普通话及德语，略懂日语。

## 履历
进入美国国务院之前，高葆玲曾在柏林的一家律師事務所担任公司法執業律師。2002年-2004年，她在美國駐日本大使館担任经济与领事事务副领事。此后，她曾先后在美國駐德國大使館任助理新闻官；担任过国务卿的幕僚官；在美國常駐北大西洋公約組織代表担任政治官员。此外，她还在美国驻华大使馆任经济处副处长，在美国驻上海总领事馆任新闻文化处处长，在美国印度洋-太平洋司令部任对外政策顾问。2011年-2012年，她曾通过美欧外交官交换交流项目前往德國外交部国际组织人权司工作。

## 外部連結
- 官网 （页面存档备份，存于）